# Mirian I di Iberia
Mirian I d'Iberia (in georgiano მირიან I?; fl. II secolo a.C.) è stato il terzo re dell'Iberia, rimanendo al potere tra il 162 (o 159 secondo alcuni studiosi) fino al 112 a.C. o il 109 a.C.. Figlio adottivo di suo suocero, il re Sauromace I, era un principe di origine persiana, ma venne da questo nominato erede al trono e divenne sovrano dell'Iberia, iniziando la seconda dinastia farnabazida..
Il suo regno coincise con l'emergere di grandi cambiamenti geopolitici collegati al lento crollo dell'impero seleucide e all'ascesa dell'impero partico, così come al crescente potere del vicino regno d'Armenia. Dovette affrontare un violento tentativo di invasione proveniente dal Caucaso settentrionale, riuscendo a respingere la minaccia con successo, fortificando il passo di Darial, che da quel momento sarebbe rimasto la prima linea di difesa settentrionale della Georgia fino al XIX secolo.

## Biografia

### Origini
Le origini di Mirian rimangono vaghe nelle Cronache georgiane, il principale corpus di testi storici medievali georgiani, curate dal cronista Leonti Mroveli nel XI secolo e che racconta la storia dell'antico regno di Iberia. Nel libro, è chiamato "Nebrotid" insieme ai suoi discendenti, fornendo un'indicazione della sua origine persiana, poiché "Nebrot" era il nome georgiano della figura biblica Nimrod, il mitico antenato dei persiani. Sebbene l'identità di suo padre fosse sconosciuta, viene riportato che sua madre fosse una zia materna della moglie del re Sauromace I d'Iberia e una sorella del governatore persiano dell'Azerbaigian.
Gli storici Vakhushti Bagration e Marie-Félicité Brosset parlano di Mirian I come il fondatore della dinastia dei Nebrotidi dell'Iberia. Tuttavia, lo storico Cyril Toumanoff, uno degli studiosi che ha maggiormente influenzato la storiografia occidentale del Caucaso medievale, specializzato nella storia e nelle genealogie medievali della Georgia, dell'Armenia, dell'Iran e dell'Impero bizantino, riteneva che il re fosse nato dalla dinastia reale orontide dell'Armenia (sebbene quest'ultima scomparve intorno al 200 a.C.), o addirittura dalla dinastia mihranide persiana (anche se i Mihranidi apparvero nella storia solo nel IV secolo). Molto probabilmente, Mirian I era un nobile persiano, il cui nome derivava dal persiano medio mihrbān ("amichevole, buono") e dall'antico persiano Miθrāpāna ("sotto la protezione di Mitra").

### Erede al trono
Il re Sauromace I invitò Mirian in Iberia, poiché non aveva eredi maschi e stava cercando un successore. Gli offrì in sposa la figlia maggiore e lo mise a capo delle province di Gachiani e Samshvilde, le marche meridionali del regno, con il titolo di eristavi ("governatore reale"). In seguito venne formalmente nominato erede al trono, di modo che il suo regno fosse una continuazione della dinastia farnabazida iniziata dal padre di Sauromace, Farnabazo I, il primo re autoctono dell'Iberia.

### Regno

#### Invasione dal Caucaso settentrionale
Nel 162 a.C. (o 159 a.C. secondo Cyril Toumanoff), il re Sauromace I morì dopo un lungo regno di 75 anni. Mirian salì al trono, diventando il terzo re di Iberia, con sede nella capitale Mtskheta. Durante il suo regno, si trovò a gestire tese crisi geopolitiche: al suo confine meridionale, i monarchi armeni della dinastia artassiade manifestavano un'ambizione crescente che minacciava i territori meridionali dell'Iberia, mentre i Seleucidi e i parti Arsacidi erano in guerra per il controllo del Vicino Oriente.
Il conflitto più grande si verificò tuttavia nel nord dell'Iberia, dove diverse tribù provenienti dalle montagne del Caucaso mantennero un rapporto instabile con l'Iberia. In data sconosciuta, la tribù Dzurdzuk, storica alleata dell'Iberia, invase le province di Cachezia e Bazaleti, nel nord del regno. Gli Dzurdzuk si unirono a molte altre tribù del Caucaso settentrionale e al clan dei Cartaleti, che si era stabilito in Iberia durante il regno di re Sauromace I, ed insieme devastarono il paese, catturando molti iberici come ostaggi. Il re Mirian I convocò i governatori delle otto province reali del regno, così come il contingente filo-iberico Dzurdzuk in Svanezia per respingere l'invasione.
Mirian e le sue truppe riuscirono dapprima a liberare le terre occupate dai caucasici del nord, dopo di che si gettarono all'inseguimento degli Dzurdzuk in fuga verso le loro regioni di origine. La battaglia decisiva ebbe luogo nella gola di Darial, dove le forze iberiche a piedi, guidate dallo stesso re, ottennero una cruenta vittoria sugli invasori. Continuando la campagna, il re Mirian inseguì i caucasici del nord fino alle terre di origine e devastò le terre degli Dzurdzuk e Cartaleti.
Dopo la guerra, Mirian I fece costruire una serie di fortificazioni nella gola di Darial, che sarebbero poi state utilizzate come prima linea di difesa per la Georgia contro le incursioni dal Caucaso settentrionale fino al XIX secolo.

#### Cambiamenti in politica estera
A differenza dei suoi predecessori, il re Mirian divenne un vassallo dell'impero partico, malgrado il desiderio di mantenere stretti legami con l'impero seleucide, di cultura e tradizioni ellenistiche. In particolare diede sua figlia in sposa al principe armeno Artaxias, figlio del re pro-seleucide Artavaside I. Questa alleanza, tuttavia, non poté impedire l'ascesa del Regno del Ponto, culturalmente ed etnicamente uno stato iranico di cultura persiana, il cui re Mitridate VI Eupatore salì al trono nel 120 a.C. e iniziò una progressiva annessione della Colchide.
Le origini persiane di Mirian I potrebbero essere alla base del fatto che è stato descritto come uno zoroastriano. Durante il suo regno inviò diversi rappresentanti religiosi in tutta l'Iberia, ma dovette affrontare una forte opposizione e diverse sanguinose rivolte.
Nel 112 a.C. (o 109 a.C.), il re Mirian I morì e lasciò il trono a suo figlio Farnajom.

## Famiglia
Re Mirian ha avuto almeno due figli da una moglie sconosciuta:
- Farnajom, re dell'Iberia
- una figlia, moglie del re Artaxias I di Iberia.